# پرویز مقصدی
پرویز مقصدی (۱۴ اردیبهشت ۱۳۱۷ – ۲ فروردین ۱۳۸۸) آهنگساز، موسیقی‌دان و تنظیم‌کننده ایرانی بود.

## زندگی هنری
عطاءالله خرم، سورن و مقصدی به‌همراه واروژان از کسانی بودند که موسیقی پاپ را وارد ایران کردند. پرویز مقصدی فعالیت هنری‌اش را از سال ۱۳۴۶ آغاز نمود.

## دههٔ ۵۰
مقصدی در دهه ۱۳۵۰ با تأسیس دفتری هنری در تهران، به خدمت به کارورزان جوان پرداخت. وی با تأسیس گروه موسیقی شش و هشت، هدف پرورش و معرفی استعدادهای جوان موسیقی پاپ ایران را دنبال می‌نمود. افراد این گروه عبارت بودند از اونیک، ماسیس، داریوش، ناصر، کیوان، افشین، نلی، ویلسون و دینامیک.

## مهاجرت به امریکا
مقصدی در سال ۱۳۵۶ به امریکا رفت دیگر در هیچ فعالیت هنری شرکت نکرد. وی در همان سال یکبار که به ایران آمده بود با مهدی ذکایی مصاحبه ای داشت و دلیل مهاجرت خود را قدرنشناسیها دانست و گفت :
‬من‭ ‬اولین‭ ‬آهنگساز‭ ‬بودم‭ ‬که‭ ‬در‭ ‬موزیک‭ ‬ایرانی‭ ‬تحولی‭ ‬بزرگ‭ ‬به‭ ‬وجود‭ ‬آوردم‭ ‬و‭ ‬با‭ ‬کمک‭ ‬هارمونی‭ ‬غرب‭ ‬ملودی‭ ‬های‭ ‬ایرانی‭ ‬را‭ ‬دچار‭ ‬دگرگونی‭ ‬ساختم‭ ‬و‭ ‬یک‭ ‬موزیک‭ ‬مدرن‭ ‬به‭ ‬مردم‭ ‬ارائه‭ ‬دادم‭ ‬،‭ ‬در‭ ‬این‭ ‬راه‭ ‬خوانندگانی‭ ‬را‭ ‬ساختم‭ ‬و‭ ‬به‭ ‬شهرت‭ ‬و‭ ‬محبوبیت‭ ‬و‭ ‬ثروت‭ ‬رساندم‭.‬ بعضی‭ ‬از‭ ‬این‭ ‬دوستان‭ ‬خواننده‭ ‬را‭ ‬به‭ ‬یاد‭ ‬می‭ ‬آورم‭ ‬که‭ ‬با‭ ‬گردن‭ ‬کج‭ ‬و‭ ‬لبخند‭ ‬معصومانه‭ ‬نزدم‭ ‬آمدند‭ ‬،‭ ‬آهنگ‭ ‬هایم‭ ‬را‭ ‬خواندند‭ ‬و‭ ‬وقتی‭ ‬جیب‭ ‬شان‭ ‬پر‭ ‬پول‭ ‬شد‭ ‬همه‭ ‬چیز‭ ‬را‭ ‬فراموش‭ ‬کردند‭....‬
من‭ ‬که‭ ‬ابتدا‭ ‬“جناب‭ ‬آقای‭ ‬پرویز‭ ‬مقصدی‭ ‬“‭ ‬بودم‭ ‬،‭ ‬کم کم‭ ‬“آقای‭ ‬مقصدی"‭ ‬و‭ ‬بعد “پرویز آقا“‭ ‬،‭ ‬سپس‭ ‬“پرویز“‭ ‬و‭ ‬آنگاه “اون‭ ‬آهنگسازه“‭ ‬شدم‭ ‬و‭ ‬بعد‭ ‬دیگر‭ ‬مورد‭ ‬شناسایی‭ ‬هم‭ ‬نبودم‭. ‬راستی‭ ‬افسوس‭ ‬ندارد؟‭ ‬ناامیدی‭ ‬و‭ ‬دلسردی‭ ‬بوجود‭ ‬نمی‭ ‬آورد؟.....‬من‭ ‬آهنگ‭ ‬های‭ ‬موفقی‭ ‬را‭ ‬ساختم‭ ‬،‭ ‬خواننده‭ ‬به‭ ‬ثروت،‭ ‬محبوبیت‭ ‬و‭ ‬ویلا‭ ‬و‭ ‬اتوموبیل‭ ‬آخرین‭ ‬سیستم‭ ‬و‭ ‬موقعیت‭ ‬عالی‭ ‬رسید‭ ‬،‭ ‬کمپانی‭ ‬نوار‭ ‬و‭ ‬صفحه،‭ ‬بر‭ ‬اندوخته‭ ‬بانکی‭ ‬خود‭ ‬افزود‭ ‬و‭ ‬من‭ ‬در‭ ‬پرداخت‭ ‬قسط‭ ‬ها‭ ‬وا‭ ‬ماندم‭ ‬و‭ ‬مجبور‭ ‬شدم‭ ‬شب‭ ‬و‭ ‬روز‭ ‬کار‭ ‬کنم‭ ‬و‭ ‬تنها‭ ‬دلم‭ ‬خوش‭ ‬بود‭ ‬که‭ ‬گاه‭ ‬در‭ ‬جایی‭ ‬نام‭ ‬من‭ ‬نیز‭ ‬همراه‭ ‬فلان‭ ‬آهنگ‭ ‬موفق‭ ‬بیاید...‭
هرکسی‭ ‬دنبال‭ ‬شعر‭ ‬و‭ ‬آهنگ‭ ‬دوید‭ ‬و‭ ‬به‭ ‬نتیجه‭ ‬نرسید،‭ ‬ناگهان‭ ‬خودش‭ ‬آهنگساز‭ ‬و‭ ‬ترانه‭ ‬سرا‭ ‬شد‭ ‬چون‭ ‬ضابطه‭ ‬و‭ ‬مقررات‭ ‬قانونی‭ ‬ندید‭.‬ ‬من‭ ‬اینها‭ ‬را‭ ‬دیدم‭ ‬،‭ ‬دلم‭ ‬گرفت‭ ‬،‭ ‬مدتی‭ ‬سکوت‭ ‬کردم‭ ‬و‭ ‬بعد‭ ‬هم‭ ‬ویلا‭ ‬و‭ ‬اثاثیه‭ ‬خود‭ ‬را‭ ‬فروختم‭ ‬و‭ ‬با‭ ‬همسر‭ ‬و‭ ‬بچه‭ ‬هایم‭ ‬به‭ ‬آمریکا‭ ‬رفتم‭ ‬... ‬بعد‭ ‬از‭ ‬چند‭ ‬ماه‭ ‬دیدم‭ ‬که‭ ‬یک‭ ‬آهنگساز‭ ‬که‭ ‬در‭ ‬فضای‭ ‬ایران‭ ‬بزرگ‭ ‬شده‭ ‬وآثارش‭ ‬را‭ ‬خلق‭ ‬کرده‭ ‬است‭ ‬در‭ ‬دیار‭ ‬غریب‭ ‬دلش‭ ‬می‭ ‬گیرد‭ ‬و‭ ‬شدیدا‭ ‬احساس‭ ‬غربت‭ ‬می‭ ‬کند‭ . ‬حالا‭ ‬برگشته‭ ‬ام‭ ‬تا‭ ‬آخرین‭ ‬تصمیم‭ ‬خود‭ ‬را‭ ‬بگیرم‭ …‬که‭ ‬آیا‭ ‬با‭ ‬این‭ ‬وضع‭ ‬بسازم‭ ‬و‭ ‬دم‭ ‬نزنم‭  ‬یا‭ ‬برای‭ ‬همیشه‭ ‬دست‭ ‬از‭ ‬کار‭ ‬بکشم‭ ‬و‭ ‬راهی‭ ‬دیار‭ ‬غربت‭ ‬بشوم؟‭ ‬حالا‭ ‬‭ ‬یک‭ ‬دو‭ ‬راهی‭ ‬بزرگ ‬دارم‭ ‬و‭ ‬یک‭ ‬تصمیم‭ ‬عاقلانه‭ ‬و‭ ‬قطعی‭ ‬،‭ ‬بمانم‭ ‬یا‭ ‬بروم‭ … ‬به‭ ‬هر‭ ‬حال‭ ‬در‭ ‬این‭ ‬باره‭ ‬فکر‭ ‬خواهم‭ ‬کرد‭. 

## بازخوانی ترانه‌ها
ترانه وای که دلم با آهنگسازی پرویز مقصدی که با صدای احمدرضا نبی‌زاده پیش از انقلاب ۱۳۵۷ غیررسمی و بدون ضبط استودیو منتشر شده‌بود، پس از انقلاب شعر این آهنگ به نام ماهی دلتنگ ترانهٔ اردلان سرفراز تغییر کرد تا اینکه توسط حمیدرضا حامی در سال ۱۳۸۶ در آلبوم فقط نگاه می‌کنم با تنظیمی مجدد منتشر شد.
ترانه ستاره که توسط بتی قبل از انقلاب اجرا شده بود توسط شهرام صولتی با تنظیم فرخ آهی بازخوانی شد.

## درگذشت
وی در ۲ فروردین ۱۳۸۸ در سن ۷۰ سالگی بر اثر سرطان ریه در دنور کلرادو درگذشت.

## ترانه‌شناسی
بسیاری از خوانندگان کارشان را با مقصدی آغاز نموده‌اند. گوگوش نخستین آهنگ اختصاصی‌اش را در سال ۱۳۴۷ به نام قصه وفا منتشر کرد، داریوش نیز با آهنگ به من نگو دوست دارم در تابستان سال ۱۳۵۰ معروف شد. اونیک (می‌تونی مشت منو وا بکنی، ۱۳۵۰)، مرتضی با (عشق زودگذر، ۱۳۵۱)، لیلا فروهر با (فریاد یک درد، ۱۳۵۱)، مرجان با (دودونه، ۱۳۵۶)، احمدرضا نبی‌زاده با (آمون از دل مو، ۱۳۵۶) با او کارشان را آغاز نمودند.
| خواننده                   | نام ترانه                  | ترانه‌سرا          | آهنگ        | تنظیم          | سال انتشار |
| ------------------------- | -------------------------- | ----------------- | ----------- | -------------- | ---------- |
| آرتوش                     | سنگ قبر آرزو (نفرین)       | پرویز وکیلی       | پرویز مقصدی | پرویز مقصدی    | ۱۳۴۲       |
| آرتوش                     | سنگ قبر آرزو (نفرین)       | پرویز وکیلی       | پرویز مقصدی | وازگن آودیان   | ۱۳۶۸       |
| آرتوش                     | غمگین                      | پرویز وکیلی       | پرویز مقصدی | پرویز مقصدی    | ۱۳۴۲       |
| آرتوش                     | غمگین                      | پرویز وکیلی       | پرویز مقصدی | وازگن آودیان   | ۱۳۶۸       |
| آرتوش                     | بوسه بر لبهای خونین        | پرویز وکیلی       | پرویز مقصدی | پرویز مقصدی    |            |
| آرتوش                     | بوسه بر لبهای خونین        | پرویز وکیلی       | پرویز مقصدی | وازگن آودیان   | ۱۳۶۸       |
| آرتوش                     | پرستش                      | پرویز وکیلی       | پرویز مقصدی | پرویز مقصدی    |            |
| آرتوش                     | پرستش                      | پرویز وکیلی       | پرویز مقصدی | وازگن آودیان   | ۱۳۶۸       |
| آرتوش                     | بیهوده عشق                 | پرویز وکیلی       | پرویز مقصدی | پرویز مقصدی    |            |
| آرتوش                     | بیهوده عشق                 | پرویز وکیلی       | پرویز مقصدی | وازگن آودیان   | ۱۳۶۸       |
| آرتوش                     | قصهٔ دریا                   | پرویز وکیلی       | پرویز مقصدی | پرویز مقصدی    |            |
| آرتوش                     | قصهٔ دریا                   | پرویز وکیلی       | پرویز مقصدی | وازگن آودیان   | ۱۳۶۸       |
| آرتوش                     | عاشقت هستم                 | همایون هوشیارنژاد | پرویز مقصدی | وازگن آودیان   | ۱۳۷۲       |
| آرتوش                     | تو قلب من نشستی            | آرش سزاوار        | پرویز مقصدی | وازگن آودیان   | ۱۳۷۲       |
| ویگن                      | بازگشت                     | نظام فاطمی        | پرویز مقصدی | پرویز مقصدی    | ۱۳۴۲       |
| ویگن                      | جدایی                      | نظام فاطمی        | پرویز مقصدی | پرویز مقصدی    | ۱۳۴۳       |
| ویگن                      | صیاد                       | پرویز وکیلی       | پرویز مقصدی | پرویز مقصدی    | ۱۳۴۴       |
| ویگن                      | گریه ابر                   | ابوالقاسم حالت    | پرویز مقصدی | پرویز مقصدی    | ۱۳۴۴       |
| ویگن                      | عروس دریا                  | پرویز وکیلی       | پرویز مقصدی | پرویر مقصدی    | ۱۳۴۴       |
| ویگن                      | عشق پنهان                  | پرویز وکیلی       | پرویز مقصدی |                | ۱۳۴۴       |
| ویگن                      | ماهیگیر                    | پرویز وکیلی       | پرویز مقصدی |                |            |
| ویگن                      | دریای بی آرام              | پرویز وکیلی       | پرویر مقصدی | پرویز مقصدی    | ۱۳۴۵       |
| ویگن                      | عشق پنهانی                 | پرویز وکیلی       | پرویز مقصدی | پرویز مقصدی    | ۱۳۴۵       |
| ویگن                      | گل سرخ                     | ایرج جنتی عطایی   | پرویز مقصدی | پرویز مقصدی    | ۱۳۴۷       |
| ویگن                      | غروب آشنایی                | ایرج جنتی عطایی   | پرویز مقصدی | پرویز مقصدی    | ۱۳۴۸       |
| ویگن                      | مرد سرگردان                | شهرام طبائی       | پرویز مقصدی | پرویز مقصدی    | ۱۳۴۸       |
| ویگن                      | من و شب                    | نظام فاطمی        | پرویز مقصدی |                |            |
| ویگن                      | پسرم                       | مسعود هوشمند      | پرویز مقصدی | پرویز مقصدی    | ۱۳۵۳       |
| عارف                      | دریاچه نور                 | پرویز وکیلی       | پرویز مقصدی | پرویز مقصدی    | ۱۳۴۶       |
| عارف                      | سراب                       | نظام فاطمی        | پرویز مقصدی | پرویز مقصدی    |            |
| عارف                      | گل شوره زار                | پرویز وکیلی       | پرویز مقصدی | پرویز مقصدی    |            |
| عارف                      | سوت و کور                  | نظام فاطمی        | پرویز مقصدی | پرویز مقصدی    |            |
| عارف                      | اگه دیوونگی عشقه درسته     | نظام فاطمی        | پرویز مقصدی |                |            |
| عارف                      | با من بمان                 | ایرج جنتی عطایی   | پرویز مقصدی | پرویز مقصدی    |            |
| عارف                      | آدم‌برفی                    | شهیار قنبری       | پرویز مقصدی |                |            |
| عارف                      | بیگانه                     | پرویز وکیلی       | پرویز مقصدی | پرویز مقصدی    |            |
| عارف                      | شهر من                     | پرویز وکیلی       | پرویز مقصدی | پرویز مقصدی    |            |
| عارف                      | ساز سینه                   | پرویز وکیلی       | پرویز مقصدی |                |            |
| عارف                      | بیست سالگی                 | اردلان سرفراز     | پرویز مقصدی |                |            |
| ابی                       | جدایی                      | مسعود امینی       | پرویز مقصدی | کاظم عالمی     | ۱۳۵۱       |
| گوگوش                     | قصه وفا                    | ایرج جنتی عطایی   | پرویز مقصدی | پرویز مقصدی    | ۱۳۴۷       |
| گوگوش                     | گاهی خنده گاهی گریه        | مسعود هوشمند      | پرویز مقصدی | پرویز مقصدی    |            |
| گوگوش                     | ساحل و دریا                | هوشنگ توفیقی      | پرویز مقصدی | پرویز مقصدی    |            |
| گوگوش                     | گل بی گلدون                | هوشنگ توفیقی      | پرویز مقصدی | پرویز مقصدی    |            |
| منوچهر سخائی              | کلاغ‌ها                     | نوذر پرنگ         | پرویز مقصدی | پرویز مقصدی    | ۱۳۴۹       |
| افشین مقدم                | آهو                        | مینا اسدی         | پرویز مقصدی |                |            |
| افشین مقدم                | آسمون                      | اردلان سرفراز     | پرویز مقصدی |                |            |
| افشین مقدم                | می‌ترسم                     | ایرج رزمجو        | پرویز مقصدی | پرویز مقصدی    |            |
| داریوش/ کیوان/ افشین مقدم | شیطنت                      | رضا شمسا          | پرویز مقصدی | پرویز مقصدی    | ۱۳۵۰       |
| داریوش/ کیوان / ماسیس     | تنگ غروبه                  | کریم محمودی       | پرویز مقصدی | پرویز مقصدی    | ۱۳۵۰       |
| داریوش                    | به من نگو دوست دارم        | مصطفی جاویدان     | پرویز مقصدی | پرویز مقصدی    | ۱۳۵۰       |
| داریوش                    | دل دیوونه                  | ایرج رزمجو        | پرویز مقصدی | پرویز مقصدی    | ۱۳۵۰       |
| داریوش                    | حسود                       | ایرج رزمجو        | پرویز مقصدی | پرویز مقصدی    | ۱۳۵۱       |
| داریوش                    | تلافی                      | ایرج رزمجو        | پرویز مقصدی | پرویز مقصدی    | ۱۳۵۱       |
| مرتضی                     | عشق زود گذر                | مسعود هوشمند      | پرویز مقصدی | پرویز مقصدی    |            |
| احمدرضا نبی زاده          | امون از دل مو              | باباطاهر          | پرویز مقصدی | پرویز مقصدی    | ۱۳۵۶       |
| احمدرضا نبی زاده          | وای که دلم                 | اردلان سرفراز     | پرویز مقصدی | پرویز مقصدی    | ۱۳۵۶       |
| نلی                       | نوروز                      | پرویز وکیلی       | پرویز مقصدی |                |            |
| جمشید علیمراد             | چه خوبه آدم همیشه          | پرویز مقصدی       | پرویز مقصدی |                |            |
| جمشید علیمراد             | تور ماهی‌ها                 | پرویز وکیلی       | پرویز مقصدی | پرویز مقصدی    |            |
| روانبخش                   | به من نگو دوست دارم        | جاویدان           | پرویز مقصدی | پرویز مقصدی    |            |
| روانبخش                   | بدگمان                     | پوری بنایی        | پرویز مقصدی | پرویز مقصدی    |            |
| کامبیز پور هادی           | شیطنت                      | رضا شمسا          | پرویز مقصدی | پرویز مقصدی    |            |
| اونیک                     | چشم عسلی                   |                   | پرویز مقصدی | پرویز مقصدی    |            |
| اونیک                     | مطرود                      | ایرج رزمجو        | پرویز مقصدی | پرویز مقصدی    |            |
| اونیک                     | گاهی گریه، گاهی خنده       |                   | پرویز مقصدی | پرویز مقصدی    |            |
| اونیک                     | تو بخند                    | هما میرافشار      | پرویز مقصدی | پرویز مقصدی    |            |
| اونیک                     | وقتی دلت خوش نباشه         | مینا اسدی         | پرویز مقصدی | پرویز مقصدی    |            |
| اونیک                     | دیدی عشقت چه گلی به سرم زد |                   | پرویز مقصدی | پرویز مقصدی    |            |
| اونیک                     | دل من غصه رو باور نمیکنه   | تورج نگهبان       | پرویز مقصدی | پرویز مقصدی    |            |
| اونیک                     | میتونی مشت منو واکنی       | تورج نگهبان       | پرویز مقصدی | پرویز مقصدی    |            |
| بتی                       | رفتنی                      | اردلان سرفراز     | پرویز مقصدی |                |            |
| بتی                       | ستاره                      | اردلان سرفراز     | پرویز مقصدی |                |            |
| بتی                       | دلهره                      | اردلان سرفراز     | پرویز مقصدی |                |            |
| بتی                       | پل                         | اردلان سرفراز     | پرویز مقصدی |                |            |
| بتی                       | همزبون                     | اردلان سرفراز     | پرویز مقصدی |                |            |
| رامش                      | آدمک                       | شکوه قاسم‌نیا      | پرویز مقصدی | پرویز مقصدی    |            |
| رامش                      | من وجودم مال توست          | ایرج رزمجو        | پرویز مقصدی |                |            |
| رامش                      | بلمرون                     | ایرج جنتی عطایی   | پرویز مقصدی |                |            |
| رامش                      | مادر                       | پرویز مقصدی       | پرویز مقصدی | پرویز مقصدی    |            |
| رامش                      | آرزوی خفته                 |                   | پرویز مقصدی |                |            |
| رامش                      | نصیحت                      | کریم محمودی       | پرویز مقصدی |                |            |
| رامش                      | تولدت مبارک                |                   | پرویز مقصدی |                |            |
| رامش                      | زیر چراغ آسمون             | پرویز وکیلی       | پرویز مقصدی |                |            |
| رامش                      | دریا دریا                  | ایرج جنتی عطایی   | پرویز مقصدی |                |            |
| رامش                      | بی تو من کسی ندارم         | ایرج جنتی عطایی   | پرویز مقصدی |                |            |
| رامش                      | آواره جهان                 | پرویز وکیلی       | پرویز مقصدی |                |            |
| رامش                      | دیگه بسه دل من             | ایرج جنتی عطایی   | پرویز مقصدی |                |            |
| رامش                      | نم نم بارون میاد           | ایرج جنتی عطایی   | پرویز مقصدی |                |            |
| رامش                      | بی تو دلم تنگه             | ایرج جنتی عطایی   | پرویز مقصدی |                |            |
| رامش                      | اسیر                       | زهرا دانشیان      | پرویز مقصدی |                |            |
| رامش                      | جدایی                      | ایرج جنتی عطایی   | پرویز مقصدی |                |            |
| مرجان                     | دونه دونه                  | ابراهیم شکیبایی   | پرویز مقصدی | واروژان        | ۱۳۵۶       |
| مرجان                     | حسود                       | ایرج رزمجو        | پرویز مقصدی | منوچهر چشم‌آذر  |            |
| گیتی پاشایی               | شادی با من قهره            | کریم محمودی       | پرویز مقصدی |                |            |
| گیتی پاشایی               | دل من                      | سعید دبیری        | پرویز مقصدی |                |            |
| گیتی پاشایی               | دیوار جدایی                | ایرج جنتی عطایی   | پرویز مقصدی |                |            |
| اوین آغاسی                | آواره جهان                 | پرویز وکیلی       | پرویز مقصدی |                |            |
| اوین آغاسی                | ساحل و دریا                | هوشنگ توفیقی      | پرویز مقصدی |                |            |
| ویگن                      | رنگین‌کمان                  | ویگن              | پرویز مقصدی |                | ۱۳۶۹       |
| بیژن مرتضوی               | هستی                       | ایرج رزمجو        | پرویز مقصدی | بیژن مرتضوی    | ۱۳۷۲       |
| شهرام صولتی               | ستاره                      | اردلان سرفراز     | پرویز مقصدی |                | ۱۳۷۷       |
| نیکان ابراهیمی            | چرا با من نموندی           | اردلان سرفراز     | پرویز مقصدی | نیکان ابراهیمی | ۱۳۹۴       |